# Годинешти (Хунедоара)
Годинешти (рум. Godinești) насеље је у Румунији у округу Хунедоара у општини Зам. Oпштина се налази на надморској висини од 384 m.

## Становништво
Према подацима из 2002. године у насељу је живело 192 становника, од којих су сви румунске националности.